# Davidius aberrans
Davidius aberrans – gatunek ważki z rodziny gadziogłówkowatych (Gomphidae).